# Tengrizem
Tengrizem, včasih tudi tengriizem ali tengrijanstvo je srednjeazijska religija, za katero sta značilna monoteistični in politeistični šamanizem, animalizen, totemizem in čaščenje prednikov. Zgodovinsko je bil prevladujoča religija Turkov, Mongolov, Madžarov,  Xiongnujev in Hunov. Bil je državna religija petih starodavnih držav: Gokturškega kaganata, Zahodnoturškega kaganata, Velike Bolgarije, Prvega bolgarskega cesarstva in Zahodne Turkije (Hazarije). V Irk Bitig se Tengri omenja kot Türük Tängrisi (Bog Turkov). Med turškimi ljudstvi je izraz Türük Tängrisi  enakovreden izrazu nacionalna religija.
V letih po razpadu Sovjetske zveze je začel v intelektualnih krogih turških narodov v Centralni Aziji  (Tatarstan, Burjatija, Kirgizistan in Kazahstan)  tengrizem oživljati.  V Jakutiji, Hakasiji, Tuvi in drugih turških judstvih v Sibiriji, se še vedno aktivno prakticira. Burhanizem je gibanje s središčem v Altaju, sorodno tengrizmu.
Izraza Khukh in Tengri  v Mongoliji pomenita moder in nebo. Sodobni Mongoli še vedno molijo k Munkh Khukh Tengri – Večnemu modremu nebu, zato se Mongolija pesniško imenuje tudi Dežela večnega modrega neba (mongolsko Munkh Khukh Tengriin Oron). V sodobni Turčiji je tengrizem znan tudi kot Göktanrı dini – vera v Boga neba. Turški besedi Gök (nebo) in Tanrı (nebo) ustrezata mongolskima besedama khukh (moder) in Tengri (nebo).
Raziskave madžarskih arheologov kažejo, da je pred pokristjanjenjem (10. stoletje) tengrizem tudi vera Madžarov.

## Ozadje
V tengrizmu se na življenje gleda kot na skladnost z okoliškim svetom. Tengristi verjamejo, da za njihovo življenje skrbijo večno modro nebo (Tengri), rodovitna mati Zemlja, duh boginje Umaj in vladar,  ki je sveti duh Neba. Nebo, Zemlja ter duhovi narave in prednikov zagotavljajo vse potrebno in ščitijo vse ljudi. S pokončnim in spoštljivim življenjem drži človek svoj svet v ravnotežju in do skrajnosti poveča svojo  osebno moč Konja vetra.
Huni na Severnem Kavkazu so domnevno verjeli v dva boga. Prvi je bil Tangri han (Tengri), ki je bil verjetno istoveten  s perzijskim Isfandijarjem, kateremu so žrtvovali konje. Drugi je bil Kuar, katerega žrtve je udarila strela. 
Tengrizem se je prakticiral v Jakutiji, Burjatiji, Tuvi in Mongoliji vzporedno s tibetanskim budizmom in burkanizmom.
V Turčiji otroci Luno imenujejo Ay Dede (dedek Luna) za katerega velja, da je bog lune in živi na šestem nadstropju neba. Zvečer se otrokom o njem pripovedujejo zgodbe za lahko noč. V vrtcih je med otroki priljubljena pesmica z verzom »ay dede ay dede, senin evin nerede?«(dedek Mesec, dedek Mesec, kje si doma?). 
Beseda kirgiz v kirgiščini pomeni »mi smo (za) štirideset (mož)«. O pomembnosti števila štirideset priča kirgiška zastava s štiridesetimi  enakomerno razporejenimi žarki. Njihov narodni junak je Manas, ki je vladal štiridesetim regionalnim plemenom. 
Tengristični Hazari so v skupni bizantinsko-gokturški operaciji proti Perzijcem cesarju Herakliju poslali 40.000 vojakov.
Številne kirgiški politiki aktivno spodbujajo tengrizem, da bi z njim zapolnili ideološko praznino. Dastan Sarjgulov, državni sekretar in nekdanji predsednik uprave Kirgiške državne zlatokopne družbe, je ustanovil  Tengir Ordo (Tengrijevo vojsko), ki promovira vrednote in izročila tengrizma. Družba Tengristov v  Biškeku, ki ima uradno skoraj 500.000 privržencev, ima tudi mednarodno znanstveno središče za preučevanje tengrizma. Obe instituciji vodi Dastan Sarjgulov, glavni teoretik tengrizma in član parlamenta. Kazahstanski predsednik Nursultan Nazarbajev, še pogosteje  pa nekdanji kirgiški predsednik Askar Akajev, omenjata, da je tengrizem nacionalna in naravna religija turških narodov. 

## Pogledi muslimanskihTurkov na tengrizem
Nemuslimanske Turke,  ki so častili Tengrija,  so zasmehovali in žalili. Muslimanski Turek Mahmud al-Kašgari jih omenja kot »nevernike, katere naj uniči Bog«. Kašgari je trdil, da je prerok pomagal v čudežnem dogodku, v katerem  je 40.000 muslimanov  pod vodstvom  Arslāna Tegīna  porazilo 700.000  nevernih Jabakujev. Na Jabakuje, ki so bili turško ljudstvo,  so z  vrat na zeleni gori udarile ognjene strele.

## Nekaj simbolov, povezanih s tengrizmom
- Umaj – boginja plodnosti in devištva
- Ulgen – najvišje božanstvo za Tengrijem
- Erklig – bog  vesolja
- Erlik – bog smrti
- zastava Jakutije
- zastava Kazahstana
- zastava Čuvašije
- gokturški kovanci
- drevo življenja
- oksoko

## Zgodovinski Tengri
Zgodovinski tengrizem je zajemal kult neba in glavnega božanstva Tengrija z elementi  šamanizma, animizma, totemizma in čaščenja prednikov. V vzhodno Evropo so ga prinesli Huni in Prabolgari. Svoj pomen je izgubil v 8. stoletju, ko so ujgurski kagani za uradno državno religijo razglasili manihejstvo. 
Tengrizem je imel pomembno vlogo v veroizpovedi Gokturškega cesarstva in Mongolskega cesarstva. Ime Gok-Turk pomeni Nebeški  Turek, kar neposredno kaže na tengrizem.  Tengristi so bili tudi Džingiskan (vladal 1206–1227) in več generacij njegovih potomcev, dokler se ni Uzbeg kan  v  14. stoletju spreobrnil v islam.
Prvi mongolski veliki kani, ki so bili tengristi in so verjeli, da so od njega dobili božanski mandat, da vladajo svetu, so bili kljub temu znani po svoji strpnosti do drugače verujočih. Mongke Kan, četrti veliki kan Mongolskega cesarstva, je v zvezi s tem rekel: »Mi verujemo, da je samo en Bog. Po njegovi volji živimo in umremo in zaradi njega imamo odkrito srce. Toda Bog nam je dal različne prste na roki, torej tudi različne poti, da se mu približamo.«

## Tengristično gibanje v Srednji Aziji
Oživitev tengrizma ima od 1990. let pomembno vlogo v sodobnem turškem nacionalizmu v Srednji Aziji. Razvijati se je začel v Tatarstanu, kjer je leta 1997 začel izhajati tengristični časopis Bizneng-Yul. Od tod se je v 2000. letih razširil v druge dele Srednje Azije, zlasti v Kirgizistan in Kazahstan, manj pa v Burjatijo in Mongolijo.
Od 1990. let je postal pogost tudi v literaturi, pisani v ruskem jeziku. Ruski izraz Тенгрианство (tengrijanstvo) se v širšem smislu uporablja za mongolski šamanizem z vključki vseh ezoteričnih izročil, rojenih v srednji Aziji. Burjatska znanstvenica Irina S. Urbanajeva je v letih po razpadu Sovjetske zveze razvila Teorijo o tengrističnih ezoteričnih izročilih Srednje Azije, ki je sprožila oživitev nacionalne zavesti  v nekdanjih sovjetskih srednjeazijskih republikah.
Četudi ima tengristično gibanje zelo malo aktivnih članov, ima njihovo rehabilitiranje nacionalne religije veliko odmevnost, zlasti med  intelektualci. Razlaga, da je islam turškim ljudstvom tuja vera, ima največ pristašev med nacionalističnimi strankami. Tengrizem se torej lahko interpretira kot turško različico ruskega poganstva. Drug soroden pojav je oživitev zoroastrstva v Tadžikistanu.
Leta 2006 sta bila v Biškeku  ustanovljena Tengristična družba in Mednarodni znanstveni center za tengristične študije, ki ju je ustanovil in ju vodi kirgiški poslovnež in politik Dastan Sargulov.  Sargulov je ustanovil tudi civilno skupino Tengri Ordo (Tengtijeva vojska). Njegova ideologija vsebuje močne značilnosti etnocentrizma in panturcizma, vendar ni naletela na širšo podporo javnosti. Po kirgizistanskih predsedničkih volitvah leta 2005 je Sargulov sprejel položaj državnega sekretarja in ustanovil posebno delovno skupino, ki se ukvarja z ideološkimi vprašanji. Drugi kirgiški pristaš tengrizma, Kubančbek Tezekbajev, je bil leta 2011 obtožen za spodbujanje verskega in etničnega sovraštva zaradi izjav v intervjuju, da so »kirgiški mule bivši alkoholiki in morilci«.

## Tengrizem v Argun Kanovem pismu francoskemu kralju (1289)
Argun se je v pismu, naslovljenem na francoskega kralja Filipa IV.,  dogovarjal  za skupen napad na Sirijo (Damask). 
Argun v uvodu opisuje povezavo Tengrija s svojo cesarsko legitimnostjo in vojaškimi uspehi. Kanov veličanstvo (Su) je božja milost, ki jo je Tengri podelil  posamezniku, preko katerega nadzira svetovni red. Z drugimi besedami:  Tengri je  prisoten v osebi velikega kana. Na začetku (vrhu) vsakega stolpca je vedno božansko ime Tengri ali Mongke Tengri (Večno nebo), ne glede na to, ali gre za začetek stavka ali za njegovo nadaljevanje. Sredi povečanega dela pisma je popolnoma ločena od drugih stavkov sveta fraza Tengri-jin Kučin (Tengrijeva moč), ki tvori sveti premor, kateremu sledi fraza Kagan-u Suu (kanovo veličanstvo). 

## Tengrizem v Argun Kanovem pismu papežu Nikolaju IV. (1290)
Argun v pismu razlaga nedogmatično stran tengrizma. Tudi v tem pismu je skladno z mongolskimi tengrističnimi pravili pisanja na začetku vsakega stolpca božansko ime Mongke Tengri (Večni Tengri oziroma Večno nebo).

## Načela tengrizma
- Obstaja samo en vrhovni bog, Tengri. Je nespoznaven in tisti, ki vé vse in za katerega Turki in Mongoli rečejo »to vé samo Tengri« (gagtskhuu Tenger medne). Presoja dobra in slaba človekova dejanja, zato pravijo »če grešiš, bo Tengri jezen« (Tenger khilegnene).  Tengri lahko človeka bogato blagoslovi ali popolnoma uniči tiste, katerih ne mara. Njegovih dejanj ni mogoče napovedati. Njegove poti je težko poznati.

- Tengri je razumnost in moč, ki stoji za vso naravo. Vse je pod njegovim nadzorom, od vremena do usod posameznikov in narodov, zaradi česar Džingiskan v Altan Tobči pravi: »Vladar nisem postal zaradi svojega  poguma in moči, ampak zaradi ljubezni našega mogočnega očeta Tengrija. Z njegovo pomočjo sem porazil sovražnike. Kan nisem postal zaradi svoje vseobsegajočo hrabrosti ampak zaradi ljubezni našega očeta Tengrija.  Različne nasprotnike sem porazil s pomočjo  milosti našega očeta, kana Tengrija.«

- Razen Tengrija obstaja tudi več drugih duhov ali angelov. Duhovi so raznoliki, dobri ali slabi ali takšni z mešanim temperamentom. Lahko so bogovi, ki prebivajo v gornjem nebeškem svetu, lahko so tavajoči zli duhovi iz podzemlja, duhovi zemlje, vode, zvezd in planetov ali duše prednikov. Lahko so vladarji določenih plemen ali ljudstev. Pod Tengrijem imajo ti duhovi do neke mere omejen vpliv, navezovanje stikov z njimi  pa je za običajnega človeka nemogoče. Stike z njimi lahko navezujejo samo izbranci. Izbranci lahko naredijo tudi nekaj stvari, ki so sicer v domeni duhov: na sovražnikovo vojsko lahko pošljejo uničujoč vihar, ki je med drugim opisan v Tajni zgodovini Mongolov.

- Duhovi lahko ljudem škodijo ali prenašajo sporočila in prerokbe. V Tajni zgodovini Mongolov je rečeno, da so bili duhovi zemlje in vode severne Kitajske jezni zaradi pokola lokalnega prebivalstva in so zato mongolskega kana Ogedeja kaznovali z boleznijo in nesposobnostjo govorjenja.  V Tajni zgodovini je rečeno tudi to, da je duh Zaarin napovedal bodoči Džingiskanov vzpon.

- Ena same prave religije ni. Človeštvo še ni doseglo popolne prosvetitve. Tengri kljub temu ne dopušča niti nekaznovane krivde niti upravičene nagrade. Za Tengrija so sprejemljivi pokončni in pravični ljudje, četudi so druge veroizpovedi, saj je ljudem dal različne poti do Boga. Človek je lahko budist, kristjan ali musliman,  Tengri bo prepoznal pravične. Človek lahko spremeni svojo plemensko pripadnost, vendar je lahko še vedno  pokončen.  Če plemenske navade postanejo  ljudem škodljive, se lahko spremenijo. Džingiskan, na primer,  se je odrekel  številnim starim navadam, da bi lahko pravično vladal.

- Ljudje so šibki, zato so pomanjkljivosti dopustne. Strpnost zahtevajo tudi druga verovanja in običaji, saj je življenje tako nomadov kot drugih ljudi dovolj težko že zaradi pritiskov narave. Pred Tengrijem ni nihče popoln, zato je Džingiskan rekel: »Če se človek napije trikrat na mesec, se zato ne zmenite. Če prekorači to mejo, zakrivi kaznivo dejanje.  Če je pijan samo dvakrat  na mesec, je že bolje, če se napije samo enkrat, pa  je hvalevredno.  Ali ne bi bilo najbolje, da bi sploh ne pil? Seveda, toda kje boste našli človeka, ki nikoli ne pije? Če se takšnega človeka  le najde, si zasluži vse spoštovanje.«

## Vira
- Brent, Peter (1976). The Mongol Empire: Genghis Khan: His Triumph and his Legacy. London: Book Club Associates.
- Richtsfeld, Bruno J. (2004). Rezente ostmongolische Schöpfungs-, Ursprungs- und Weltkatastrophenerzählungen und ihre innerasiatischen Motiv- und Sujetparallelen. Münchner Beiträge zur Völkerkunde. Jahrbuch des Staatlichen Museums für Völkerkunde München. 9. str. 225–274.